# 三列隆头蛛
三列隆头蛛（学名：Eresus tristis）为隆头蛛科隆头蛛属的动物。在中国大陆，分布于新疆等地。